# Jacek Mencel
Jacek Mencel (* 14. Mai 1966 in Ostrzeszów, Polen) ist ein ehemaliger polnischer Fußballspieler.

## Sportlicher Werdegang
Bis 1990 stand der Offensivspieler Mencel in Diensten der polnischen Vereine Ślęza Wrocław, Olimpia Poznań und Pogoń Stettin. Mit der sich abzeichnenden Deutschen Wiedervereinigung wechselte Mencel zum DDR-Verein 1. FC Union Berlin, für den er am 10. März 1990 in der zweitklassigen Liga debütierte. In dieser absolvierte Mencel 30 Spiele in zwei Saisons, wobei ihm 15 Tore für den 1. FC Union gelangen, der mit erfolgter Wiedervereinigung in die drittklassige NOFV-Oberliga eingegliedert wurde. In dieser absolvierte Mencel weitere 75 Partien für Union, in denen er 49 Tore erzielte.
1994 wechselte Mencel zunächst zum Zweitliga-Absteiger Tennis Borussia Berlin in die neu geschaffene Regionalliga, wurde aber bald nach Saisonbeginn an den Zweitligisten Hansa Rostock verliehen. Zwischen dem 4. November 1994 und dem 11. Juni 1995 absolvierte Mencel daraufhin 21 Spiele für die Hanseaten, in denen er mit sechs Toren Anteil am zum Ende der Saison 1994/95 erreichten Aufstieg in die Bundesliga hatte.
Zur Saison 1995/96 kehrte Mencel nicht zu Tennis Borussia zurück und wurde stattdessen an den Zweitligisten FSV Zwickau transferiert. Für Zwickau lief Mencel noch 27-mal in der zweithöchsten deutschen Spielklasse auf, wobei ihm fünf Tore gelangen, bevor er seine aktive Karriere 1997 beendete.